# Tartscher Bichl

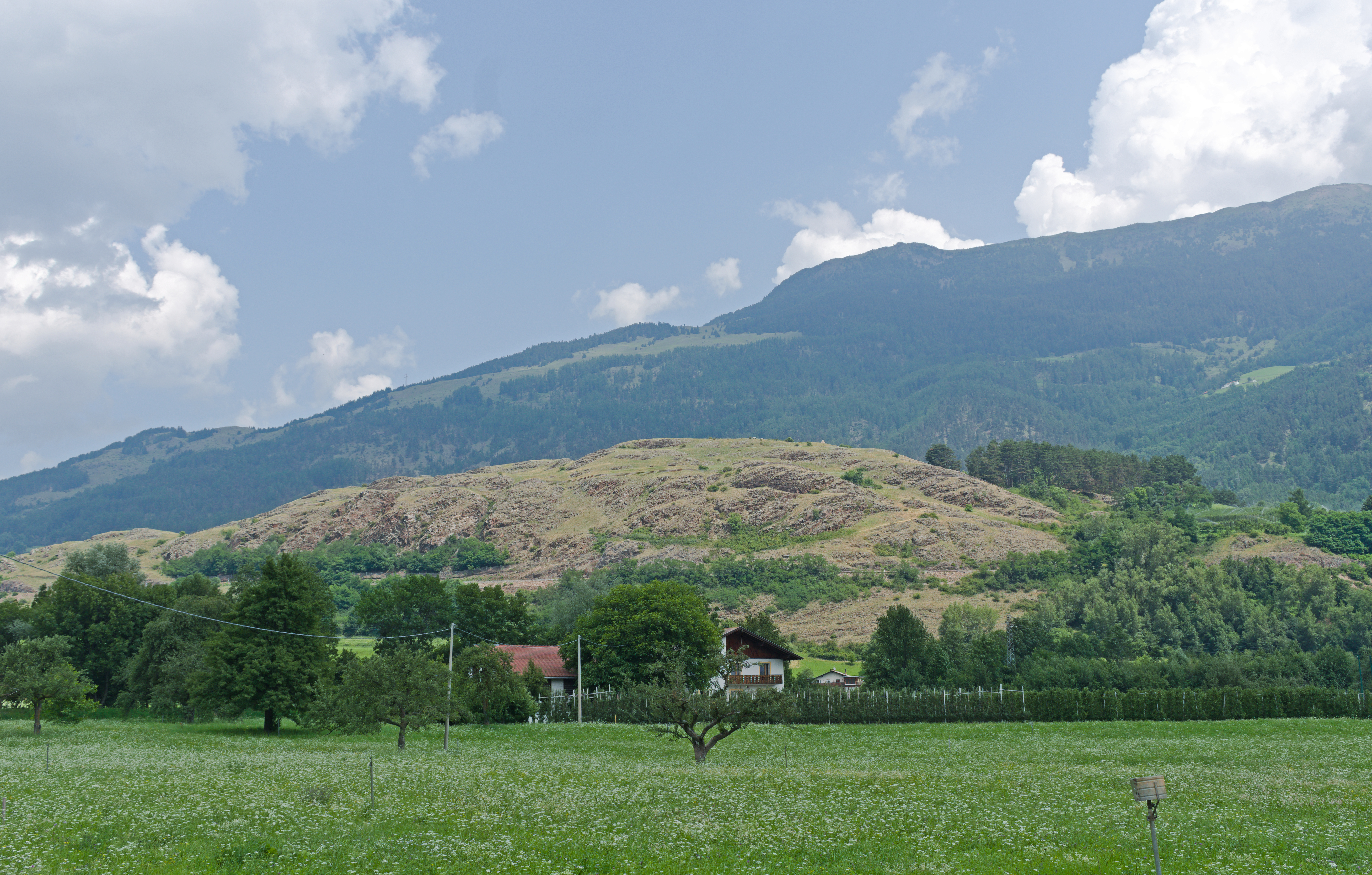
Der Tartscher Bühel von Glurns aus gesehen

Der Tartscher Bichl, auch Tartscher Bühel geschrieben, ist ein kahler, felsiger, 1077 m hoher Rundbuckel aus Glimmerschiefer im oberen Vinschgau in Südtirol. Seine abgerundete Form hat er durch Gletschereinwirkung während der Eiszeit erhalten. In den Felsenmulden des Hügels haben die Gletscher Moränenablagerungen zurückgelassen. Er ist eine mythen- und sagenumwobene Erhebung, die auch den Archäologen manchen Lichtblick beschert hat.

## Lage
Der Tartscher Bichl befindet sich auf dem Gemeindegebiet von Mals im Vinschger Oberland. Der Hügel befindet sich auf der orographisch linken Seite des Etschtals, dem Sonnenberg südlich vorgelagert. Sein Nordhang grenzt eng an die Malser Fraktion Tartsch (1029 m) und an die Staatsstraße 40. Die in etwa zehn Minuten erreichbare Anhöhe kann von zwei Startpunkten aus erstiegen werden: vom Zentrum der Ortschaft Tartsch oder von einem Parkplatz neben dem Friedhof einige hundert Meter weiter östlich bei der Abzweigung der Straße in das Matscher Tal. Der Südhang, durch den die Trasse der Vinschgaubahn verläuft, ist steil und kann nur im oberen Bereich über einen schmalen Naturlehrpfad begangen werden, der den Hügel umrundet. Der restliche Bereich des Südhanges ist für Fußgänger tabu.

## Geschichte

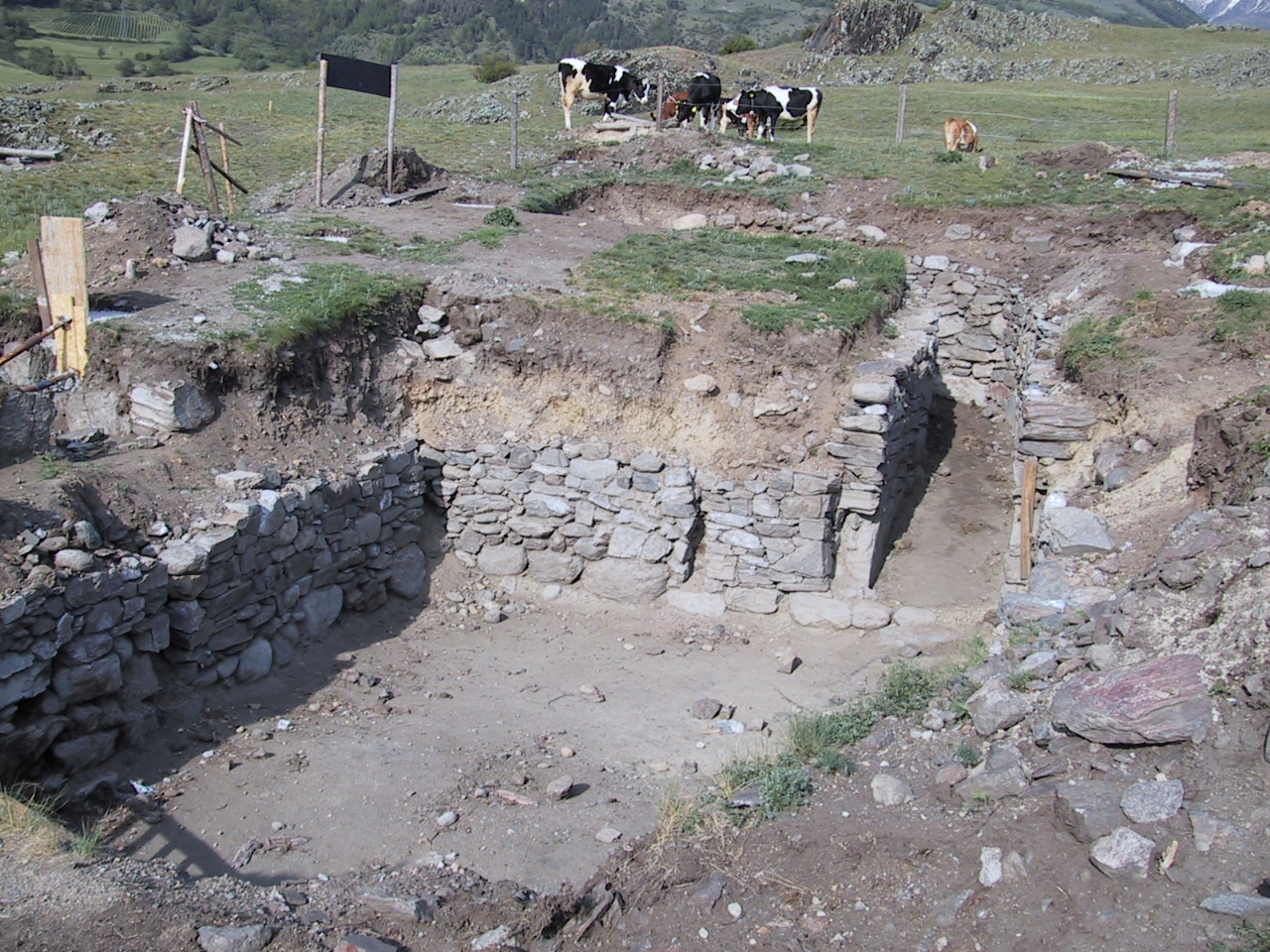
Das rätische Haus in den Stocker-Gruben

Der Felsenhügel ist in vorrömischer Zeit schon besiedelt gewesen. Darauf lassen sowohl archäologische Funde schließen, die seit dem 19. Jahrhundert gemacht wurden, als auch Ausgrabungen, die im Jahre 2000 getätigt wurden. Auf das älteste Fundstück im Vinschgau, das mit einer rätischen Inschrift versehen ist, ist man während des Baus einer Beregnungsanlage 1953 gestoßen. Es ist eine 12 cm lange und nur auf einer Seite polierte Hirschhornspitze. Die Inschrift wurde zunächst als lavisiel riviselchu tinach gelesen und folgendermaßen gedeutet: Dem Lavisiel hat Riviselchu (dies Horn) geweiht. Die neuere Forschung liest die Lautwerte der Inschrift nun als lavisie lavisealu (die ursprünglich als tinach entzifferten Vertiefungen gelten nun als nicht entschlüsselbar). Lavise ist ein mehrmals belegter rätischer Personenname, die Übersetzung der gesamten Sequenz ist allerdings unklar.
1999 – nachdem die Grabungsarbeiten am nicht so weit entfernten Ganglegg schon abgeschlossen waren – wurde auf dem Tartscher Bichl im Zug einer Begehung durch Archäologen ein spätlatènezeitliches, keltisches Schwert gefunden, das der Anlass war, dass von der öffentlichen Hand ein kleines Budget für Probegrabungen zur Verfügung gestellt wurde. Bei diesen Grabungen in den Stocker-Gruben kamen umgehend eingestürzte Reste sogenannter „rätischer Häuser“ zu Tage. Aus diesem Grund wurde die Grabungszeit verlängert, so dass ein Haus in einer dieser über den Hügel verstreuten zahlreichen – besonders gut aus der Luft sichtbaren – Gruben zur Gänze ausgegraben werden konnte. In diesen Gruben haben sich zähe lehmige Moränenreste angesammelt, die sich hervorragend für die ins Erdreich eingetieften Untergeschosse dieser mehrstöckigen Gebäude eigneten. Die Grabungskampagne ermöglichte es, einen Einblick in die Siedlungstätigkeiten der Frühlatènezeit (2. Hälfte des 5. Jahrhunderts – 1. Hälfte des 3. Jahrhunderts vor Chr.) im Vinschgau zu erhalten. Aus den Grabungsergebnissen einer dieser Gruben kann darauf geschlossen werden, dass es eine Siedlung von wenigstens 80 Häusern gegeben haben könnte. Damit würde die Sage von der Stadt auf dem Tartscher Bichl einen konkreten geschichtlichen Hintergrund bekommen.

## St. Veit am Bichl

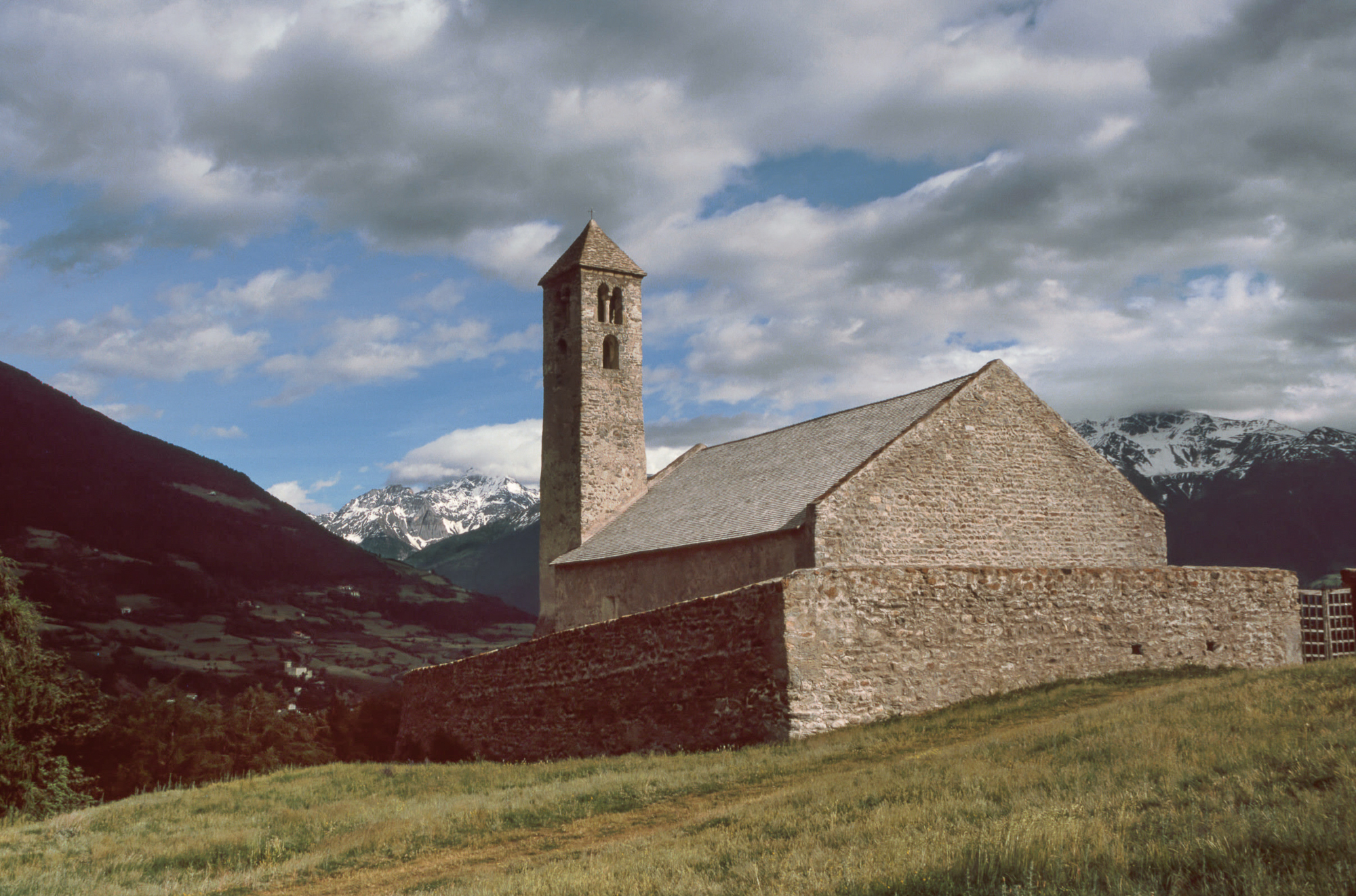
St. Veit am Bichl

Auf der Anhöhe des Bichls steht ein im romanischen Stil gestaltetes Kirchlein, das dem hl. Veit geweiht ist. Im Kern stammt das Gebäude, das von einer Steinmauer eingefriedet ist, aus dem 11. Jahrhundert, spätere Eingriffe betrafen hauptsächlich die Gestaltung des Innenraums. Kunsthistorisch bedeutend sind die nur mehr fragmentarisch erhaltenen romanischen Fresken in der Apsis der Kirche aus der Zeit um 1200.

## Flora
Auf dem Tartscher Bichl ist zu der Zeit, als die archäologischen Grabungen durchgeführt wurden, auch ein Naturlehrpfad angelegt worden, der den Hügel – nicht immer als sichtbarer Weg – umrundet. Die zugängliche Nordseite ist von einem Lärchenbestand bedeckt, der dem malerischen Naherholungsgebiet auf der Nordseite im Sommer willkommenen Schatten spendet. Auf der von der Sonne schon leichter erreichbaren Ostseite wechseln Föhren den Lärchenbewuchs ab. Die Südseite weist ähnlichen Bewuchs auf wie der von xerophilen Pflanzen und Sträuchern bewachsene Steppenstreifen des Vinschgauer Sonnenberges. Dieser steppenartige Charakter des Hügels ist schon von weitem sichtbar und unterscheidet sich deutlich von der fruchtbaren, grünen Umgebung.

## Mussolinis Spuren
Unter dem Hügel befindet sich eine 1939–1942 gebaute, unvollendete und militärisch nie genutzte Bunkeranlage, in der einst 200 Soldaten arbeiten und leben sollten. Sie besteht aus mehreren Eingängen, Schlaf- und Betriebskavernen, Schießständen, endlosen Treppenanlagen und durchlöchert den gesamten Hügel. Die wenigen Eingänge sind von Gestrüpp überwuchert und heute kaum mehr auffindbar. Diese Bunker des Tartscher Bichls waren Teil eines ausgedehnten Befestigungssystems, des italienischen Alpenwalls, das Mussolini in den Jahren 1938–42 erbauen ließ, und dessen Bunker bis heute im Vinschgau die oberirdisch sichtbaren Zeugen dieser Zeit sind.

## Das Scheibenschlagen
Alte Kultplätze waren Schauplatz ritueller Handlungen und Bräuche. Ein Brauch, der im Vinschgau vom Schlanderser Raum bis Mals heute noch lebendig geblieben und unter großer Anteilnahme der Bevölkerung gepflegt wird, ist das Scheibenschlagen. Am „Scheibenschlagsunnta“, wie der 1. Fastensonntag im Vinschgau genannt wird, werden am Abend in der Dunkelheit in einem Feuer vorgeglühte, runde oder auch viereckige Holzscheiben (Birkenscheiben), die auf eine lange, geschmeidige Weidengerte aufgesteckt werden, über ein Führungsbrett von einer Anhöhe aus weit über einen Abhang hinuntergeschleudert. Während mit der Gerte theatralisch weit ausgeholt wird, um Schwung für einen möglichst weiten Flug der Scheibe zu erreichen, werden standardisierte Reime in die Nacht hinausgerufen, die bestimmten Leuten im Dorf gelten, und mit denen nicht selten hinterhältig geheime Liebschaften an die Öffentlichkeit gebracht werden. Als Abschluss wird unter lautem Gejohle der Anwesenden die „Larmstange“ oder „Hex“ angezündet, ein großes, mit Stroh verkleidetes und mit einer rautenförmigen Umrahmung geschmücktes Kreuz. Für die Bewohner von Tartsch bot sich der Tartscher Bichl als Standort für diesen Brauch geradezu an.

## Die Sage vom „Tartscherbühel“
Die meisten Schulkinder in Südtirol sind mit dieser Sage früher wenigstens konfrontiert worden. Viele mussten sie auswendig lernen. Und wer sie einmal auswendig konnte, wird wenigstens die ersten zwei Zeilen unauslöschlich im Kopf behalten.
Der Tartscherbühl ist wohlbekannt

im Vinschgau im Tirolerland.

Ein Städtchen war in alter Zeit

allda voll Glanz und Sauberkeit.
Die Leute liebten Tanz und Spiel,

der Herrgott aber galt nicht viel.

Einst kam, vom vielen Wandern matt,

ein Pilger abends in die Stadt.
"Der Weg ist nass, die Nacht ist kalt, 

hab' nichts gespeist und bin schon alt. 

O lasst mich schlafen über Nacht, 

bis morgen früh die Sonn' aufwacht!"
"Willst schlafen du? Der Pfad ist weit, 

kannst schlafen, wo dich's immer freut; 

der Schnee bedecket Straß' und Bühl

Mit weißem Linnen frisch und kühl.
Die Sternlein leuchten dir voll Pracht -

so schlaf nur, Alter, gute Nacht!"

Es schwankt der Greis zum Tor hinaus

und kommt zum allerletzten Haus: 
"Gott segne, Bäuerin, euch den Tisch,

voll Wein und Kuchen, Fleisch und Fisch; 

doch gebt auch mir ein Stücklein Brot, 

sonst findet mich der Morgen tot."
"Das weiche Brot schenkt man nicht her,

zum harten hast kein Zähnlein mehr. 

Das weiße Brot ist für mein Kind; 

fort, Alter, tummle dich geschwind! "
Der Pilger wankt zum Tor hinaus, 

gar nass und finster ist es drauß. 

Den kalten Stein erfasst die Hand, 

den schleudert er, zur Stadt gewandt. 
"Fühllose Stadt, so kalt wie Stein, 

sollst ewig wüst und öde sein. 

Sollst ohn' Erbarmen untergeh'n, 

nie höre Gott dein jammernd Fleh'n!"
Als nun der Stein am Tore prallt, 

der Boden öffnet sich alsbald; 

es bebt der Grund, und Hof und Scheun’

und Haus und Schloss versinken ein; 
der Mann, das Weib, der Greis, das Kind

im tiefen Schutt begraben sind.

Wo stolz die Stadt in alter Zeit

geglänzt, ist's öde weit und breit.
Kein Denkmal gibt den Platz dir kund,

wo Haus um Haus einst fröhlich stund.

Der Tartscherbühel steht allein

und mahnt: Dein Herz sei niemals Stein!